# Gideon (Missouri)
Gideon – miasto w Stanach Zjednoczonych, w stanie Missouri, w hrabstwie Harrison.